# مساحة (تخصص)

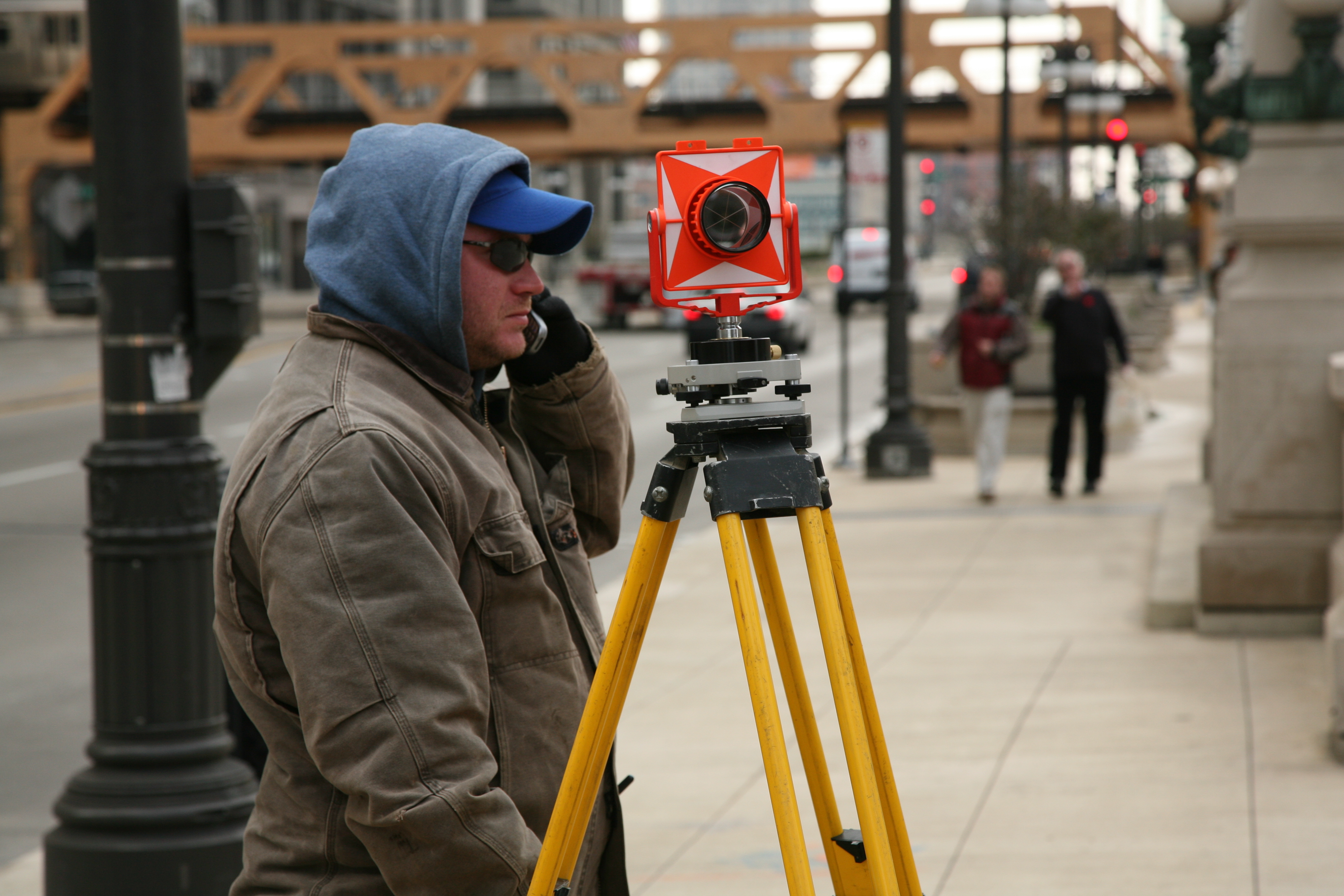
مساح يقوم بعملية المسح مستخدماً جهاز المزواة

المِسَاحَة ويُسمى أيضاً المسح أو مسح الأراضي، مجموعة من التقنيات والمهن والعلوم التي تجتمع مع بعضها لتحديد موضع على سطح الأرض أو لتحديد موقع نقطة أو أكثر على سطح الأرض وحساب المسافات والزوايا بينها. يسمى اختصاصي مسح الأراضي المسّاح أو مسّاح أراضٍ، وعادة ما يكون الغرض من النقاط التي يحددها المساح على سطح الأرض وضع حدود للأملاك، أو إنشاء خرائط للأراضي، أو إنشاء مواقع مثل بناء المباني أو مواقع تحت سطح الأرض، أو غيرها من الأغراض التي تطلبها الحكومة أو القانون المدني، مثل مبيعات العقارات.
ينخرط مع علم المساحة علومٌ أخرى كالهندسة وعلم المثلثات وتحليل الانحدار والفيزياء والقياسات الهندسية ولغات البرمجة والقانون، كما أن هناك عدة أجهزة تنخرط في العمل المساحي مثل جهاز المزواة (مزواة)، والشريط، وجهاز المحطة المتكاملة (جهاز المحطة المتكاملة)، والعاكسات، وأجهزة الراديو، ونظام تحديد المواقع العالمي (GPS).
يعتبر المسح إحدى أهم العناصر في تنمية البيئة البشرية منذ الأزل، فالتخطيط والتنفيذ لمعظم أشكال البناء يتطلب إجراء عملية مسح في البداية، ويستخدم المسح أيضاً لأغراض أخرى كإنشاء طرق النقل والاتصالات، ورسم الخرائط، وضبط حدود ملكية الأرض بالتكامل مع القانون، كما أن المسح يعتبر أداة هامة للبحوث في العديد من التخصصات العلميّة الأخرى.

## تعريفات

### الكونغرس الأمريكي للمساحة ورسم الخرائط (ASCM)
يُعرّف مجلس الكونغرس الأمريكي للمساحة ورسم الخرائط المساحة بأنها علم وفن عمل القياسات التي من شأنها تحديد الموضع (الموقع) النسبي للنقاط أو التفاصيل الماديّة لما يقع فوق سطح الأرض أو تحته بهدف تمثيل هذه القياسات والتفاصيل بهيئة مفيدة تكون صالحة للاستخدام. ووفقاً للمجلس، فإن الدراسة المفصّلة والتي تتمثل بالتفتيش عن المعلومات وجمعها عبر الملاحظة، وعمل القياسات الميدانيّة والأبحاث وتحليل البيانات بغاية دعم عمليات تخطيط وتصميم وتأسيس حدود الأملاك تُعرَف باسم مساحة البَرّ (اليابسة). تتضمن مساحة البَرّ أيضاً عملية إعادة تأسيس حدود الأراضي مُسْتنِدَةً إلى وثائق وسجلات وأدلة تاريخيّة. يمكن لمساحة البَرّ أيضاً أن تشمل عددا من الخدمات المترابطة معها مثل إنشاء الخرائط، وعمليات المسْح الخاصة بتصميم المبنى، بالإضافة للقياسات المضبوطة للأطوال، والزوايا، والارتفاعات، والمساحات، والحجوم.

### الاتحاد العالمي للمساحة (FIG)
يُعَرِّفُ الاتحاد العالمي للمساحة وظائفَ المساحة كما يلي: المسّاح هو شخص مُحترف لديه المؤهلات الأكاديمية والخبرة التقنيّة الكافيتيْن لكي يقوم بواحدة أو أكثر من الأنشطة التالية:
1. تحديد، وقياس، وتمثيل الأرض والأجسام بأبعادها الثلاثية، والنقاط في ميدان العمل، والمسارات المختلفة.
2. تجميع وتفسير المعلومات المرتبطة بالأرض وجغرافيّتها.
3. استخدام تلك المعلومات في التخطيط والإدارة الفعّالة لليابسة والبحر.
4. تطوير الأبحاث، وتوظيفها في المجالات والأنشطة المذكورة أعلاه.

## التاريخ

### التاريخ القديم
ظهرت المساحة منذ أن قام الإنسان ببناء أول الأبنية، وقام مساحي عصور ما قبل الميلاد بتخطيط نصب ستونهينج (2500 ق.م) مستخدمين هندسة الوتد والحبل.
كما وظهرت العديد من الأدلة التي تدل على تمكّن المصريين القدماء من علم المساحة، فقد كان مادد الحبال روب ستريتشر يقوم باستعمال مبادئ الهندسة البسيطة لإعادة إنشاء الحدود بعد الفيضانات السنوية لنهر النيل، كما أن التربيع شبه المثالي للهرم الأكبر في الجيزة -المبني في 2700 قبل الميلاد- وتوجهه الشمالي الجنوبي يؤكدان على ذلك، وظهرت كذلك الأدلة التي تدل على تمكن حضارة بلاد الرافدين في علم المساحة حيث أنتجت هذه الحضارة في أوائل الألفية الأولى قبل الميلاد أداة الجروما (groma) وهي أداة من أدوات المساحة القديمة.
وصف الرياضي ليو هوي (Liu Hui) طرقاً لقياس الأشياء البعيدة في كتابه (Haidao Suanjing) أو The Sea Island Mathematical Manual الذي نشر في 263 بعد الميلاد، كما اعترف الرومان بالمساحة كمهنة، وقاموا بعمل القياسات الأساسية التي تم تقسيم الامبراطورية الرومانية على أساسها مثل التسجيل الضريبي للأراضي التي تم غزوها عام 300 بعد الميلاد.
في أوروبا وتحديدا في القرون الوسطى تم وضع حدود حول القرى والأبرشيات وقد كان ذلك يتم بتكوين وزرع مجموعة من الناس المقيمين حولها أو بإنشاء طرق للمشي حول الأبرشيه أو القرية وتم تعليمها وتلقينها للأولاد الصغار لضمان استمرار الذاكرة لأطول فترة ممكنة، كما قام وليام الفاتح في انكلترا بتكليف إعداد كتاب «يوم القيامة» في 1086م وقد قام هذا الكتاب بتسجيل كل أسماء مالكي الأراضي مع مساحة الأراضي التي امتلكوها، وجودتها وكذلك معلومات محددة حول محتويات الأرض وسكانها لكن الكتاب لم يضم أي خرائط تعرض مواقع محددة.

### التاريخ الحديث

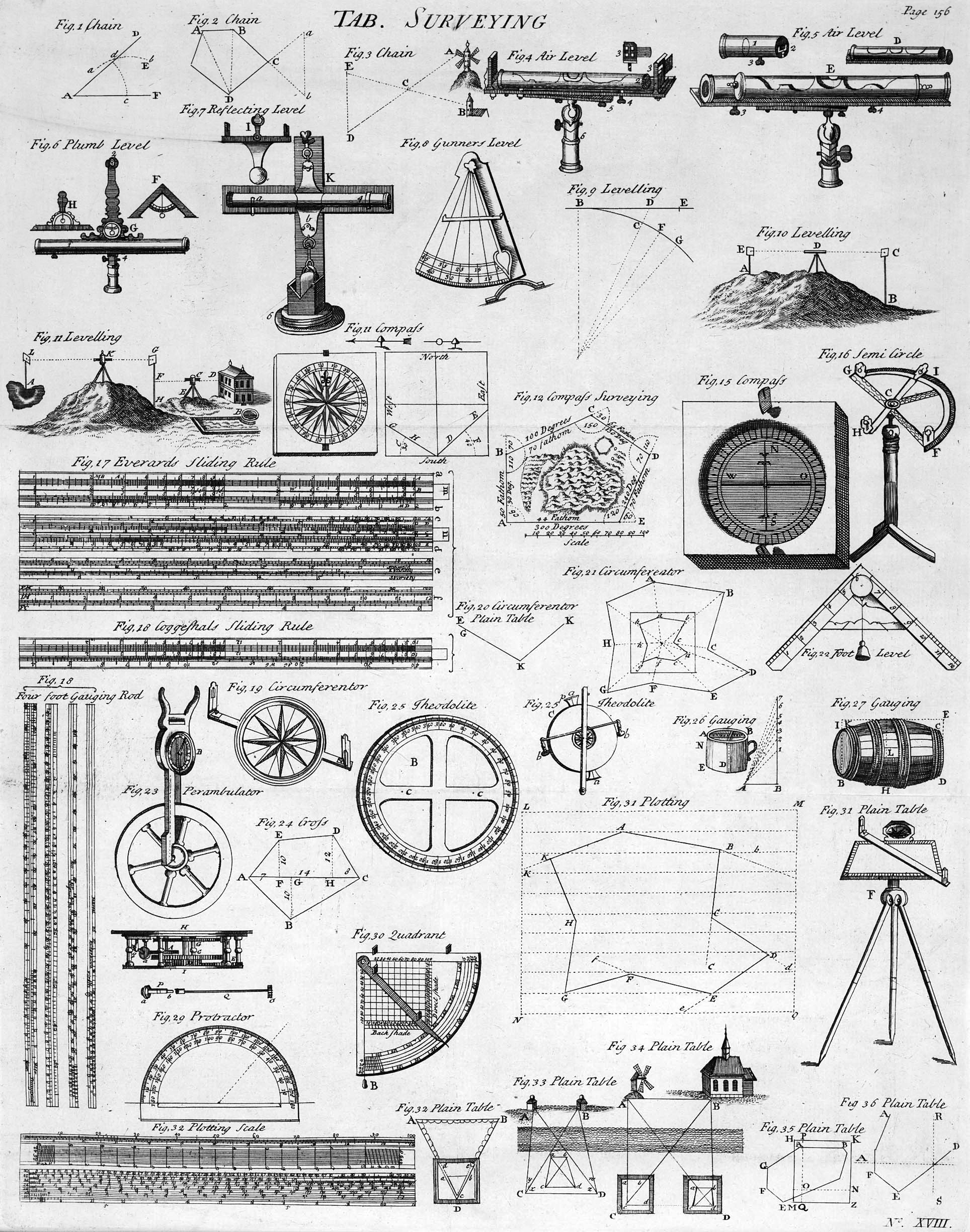
جدول المساحة عام 1729 م

فٌي عام 1551م قام العالم أبيل فولون باختراع ما يسمى بالطاولة المستوية (Plane table) والتي ساهمت بشكل كبير في تطور المساحة، ولكن يُعتقد أن اختراعه هذا ما هو إلا تطوير على اختراع كان موجودا مسبقا.
وفي عام 1620م تم إدخال سلسلة غونتر من قبل عالم الرياضيات الانجليزي إدموند غونتر، وقد مكنت هذه السلسلة من مسح قطع الأراضي بدقة وكذلك رسمها لأغراض قانونية وتجارية. ووصف ليونارد ديجيز جهاز المزواة (Theodolite) الذي يقيس الزوايا الأفقية في كتابه (A geometric practice named Pantometria) عام 1571م
وفي عام 1576م اخترع العالم جوشوا هابرمل مزواة (Theodolite) مع بوصلة وترايبود (قاعدة تثبيت)، وكان جوناثون سيسيون أول من قام بدمج التليسكوب على جهاز المزواة (Theodolite) في عام 1725م.
في القرن الثامن عشر، بدأ استخدام تقنيات وأدوات مسح أحدث وقدم جيسي رامسدن في عام 1787م أول جهاز مزواة (Theodolite) يتميز بالدقة، في ذلك الحين، كان جهاز المزواة يستخدم لقياس الزوايا في المستويات الأفقية والرأسية. وقام رامسدن أيضا باختراع ما يسمى بجهاز المزواة العظيم (Great Theodolite) وضع فيه محركا من تصميمه الخاص وقد تميز هذا الجهاز بدقة أعلى من أجهزة المزواة السابقة وساهم في خطو خطوة كبيرة في سبيل الحصول على قياسات دقيقة للزوايا.
قدم عالم الرياضيات الهولندي ويلبرورد سنليوس -والذي يُعرف أيضا بسنيل فان رويين- الاستخدام المنهجي الجديد لطريقة التثليث (تثليث (هندسة رياضية)) وقام نفس العالم في عام 1615م بقياس المسافة من ألكمار إلى بريدا وقدرها بحوالي 72 ميلا (116.1 كليومتر) وهي أقل بنسبة 3.5% من المسافة الحقيقية.
كما بين العالم سنليوس كيف يمكن تصحيح صيغ معادلات سطح الأرض التي كانت تتعامل معه كسطح مستو لتأخذ بعين الاعتبار انحناء الأرض، وأظهر أيضا كيفية حساب موقع نقطة داخل مثلث باستخدام الزوايا ونقاط معلومة. وقد أسس عمله لفكرة مسح شبكة رئيسية من النقاط وتحديد نقاط فرعية داخل هذه الشبكة الرئيسية.
قام جاك ساسيني وابنه سيزار بين عامي 1733م و1740م بأول عملية إنشاء شبكة نقاط باستخدام التثليث (Triangulation) في فرنسا، وساهم عملهما في نشر أول خريطة لفرنسا عام 1745م والتي أنشئت بأقصى دقة ممكنة متوفرة في ذلك الوقت.
ومع اقتراب نهاية القرن الثامن عشر، تم إنشاء شبكات النقاط لمعظم البلدان باستخدام التثليث (Triangulation) وفي عام 1784م، قام فريق من المساحين بقيادة الجنرال ويليام روي في بريطانيا العظمى بإنشاء شبكة النقاط، وقد تم لأول مرة استخدام جهاز المزواة العظيم (مزواة رامسدن)(Great Theodolite) في هذه العملية وتم إنهائها عام 1853م.
بدأت عملية المسح وإنشاء شبكة النقاط في الهند عام 1801م وقد كان للمساحة الهندية أثر علمي هائل وإضافة كبيرة على علم المساحة كما كان لها الإسهام الأول في تسمية وتعيين قمة ايفريست و قمم أخرى.
أصبحت المساحة وظيفة مهنية في مطلع القرن التاسع عشر مع بداية الثورة الصناعية، وتم تصنيع أدوات أكثر دقة للمساعدة في العمل المساحي واحتاجت مشاريع البنية التحتية والمشاريع الصناعية المساحين لوضع القنوات والطرق والسكك الحديدية.
في الولايات المتحدة الأمريكية، أقر قانون الأراضي لعام 1785م نظام المسح العام للأراضي والذي شكل الأساس لتقسيم الأراضي إلى أقسام للسماح ببيعها، وقسم هذا القرار الولايات إلى شبكات من البلدات التي قسُمت إلى أقسام وأجزاء من الأقسام.
قام نابليون بونابرت باستحداث أول عملية مسح عقاري في أوروبا عام 1808م حيث قام بجمع البيانات عن عدد قطع الأراضي، وقيمتها، واستخداماتها، وأسماء المالكين.

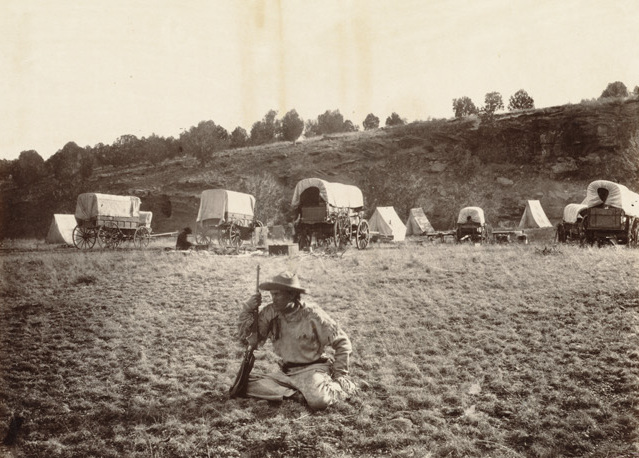
مخيم لمساحي السكك الحديدية بالقرب من اريوزنا في ستينيات القرن التاسع عشر.

في عام 1858م قدم روبرت تورينز نظام تورينز في جنوب أستراليا والذي يهدف إلى تبسيط معاملات الأراضي عن طريق سجل مركزي للأراض. وقد اعتُمد نظام تورينز في العديد من الدول الأخرى الناطقة باللغة الانجليزية في العالم.
أصبحت المساحة مهمة بشكل متزايد مع وصول السكك الحديدية في القرن التاسع عشر، حيث كان استخدام المساحة أمرا ضروريا لجعل الطرق مجدية تكنولوجياً ومالياً.

### في القرن العشرين

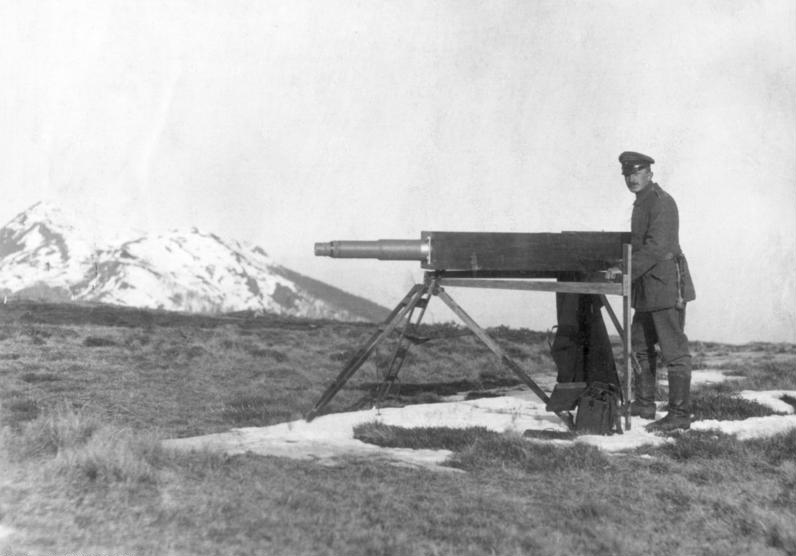
مهندس مساحة ألماني خلال الحرب العالميّة الأولى، 1918م

قام المساحون بتطوير السلاسل القديمة والحبال في بداية القرن العشرين، ولكنهم كانوا لا يزالون يواجهون مشكلة القياس الدقيق للمسافات الطويلة. وفي خمسينيات القرن الماضي، قام الدكتور تريفور لويد وادلي باختارع جهاز التيلوروميتر وهو عبارة عن جهاز يقوم بقياس مسافات طويلة باستخدام جهاز إرسال ومستقبلين بالميكروويف. وفي أواخر الخمسينيات تم اختراع جهاز قياس المسافات الإلكتروني (Electronic Distance Mesaurment) الذي يستخدم ترددات الموجات الضوئية لقياس المسافات، وقد وفرت هذه الأدوات مدة القياس التي كانت تصل إلى أيام بل وحتى أسابيع عبر قياس المسافة بين نقاط تبعد عن بعضها كيلومترات في جولة واحد فقط.
إن التقدم الكبير الذي حصل في مجال الالكترونيات أدى إلى إنتاج وحدات أصغر من جهاز قياس المسافات الالكتروني EDM، وفي السبعينيات ظهرت الأدوات الأولى التي تجمع بين الزاوية والمسافة المقاسة وأصبحت تعرف بما يسمى بأجهزة المحطة المتكاملة (Total station)، وقامت الشركات المصنعة بتطوير هذه الأجهزة تدريجيا مما أدى إلى تحسينات في دقتها وسرعة قياسها، وتشمل هذه التطورات مسجلات للبيانات المقاسة وبرامج حساب للمسافة والزاوية على متن الطائرات.
يعتبر نظام النقل البحري الأمريكي (بحرية الولايات المتحدة TRANSIT system ‏) أول نظام لتحديد المواقع بواسطة الأقمار الصناعية وقد تم إطلاق أول عملية ناجحة في عام 1960م، ووجد المساحون أنه يمكن استخدام أجهزة الاستقبال الميدانية لتحديد موقع نقطة ما.
كان لاستخدام المعدات الكبيرة والأقمار الصناعية المتفرقة سلبيات عديدة منها أنها كانت مجهدة وغير دقيقة، في عام 1978م أطلقت القوات الجوية الأمريكية أول الأقمار الصناعية النموذجية من النظام العالمي لتحديد المواقع (GPS)، ويَستخدم الGPS كوكبة أكبر من الأقمار الصناعية وإشارات الإرسال المحسنة ليعطي دقة أكبر.
تطلب الحصول على معلومات دقيقة باستخدام نظام التموضع العالمي (نظام التموضع العالمي) عدة ساعات من الرصد عن طريق جهاز استقبال ثابت. وتم إجراء عدة تحسينات على كل من الأقمار الصناعية وأجهزة الاستقبال وظهرت طريقة جديدة للمسح عرفت ب مسح الوقت الحقيقي كينيماتك (RTK) سمحت بالحصول على قياسات عالية الدقة باستخدام محطة ثابتة القاعدة وهوائي ثاني متنقل يمكن تعقب موقعه وبوقت أقل.

### في القرن الواحد والعشرين
استمر استخدام كل من جهاز المزواة (مزواة) وجهاز المحطة المتكاملة (Total Station) ونظام تحديد المواقع العالمي (RTK (GPS وكذلك استمر تطويرها وتحديثها. 
واستمرت صور الأقمار الصناعية بالتحسن وأصبحت أرخص ثمناً مما سمح باستخدامها بشكل أكبر وعلى نطاقات أوسع، وشملت التكنولوجيات الجديدة البارزة في هذا القرن المسح ثلاثي الأبعاد (3D) واستخدام ليدار للمسوحات الطوبوغرافية. وظهرت أيضا تكنولوجيا الطائرات بدون طيار جنبا إلى جنب مع معالجة الصور الفوتوغرامترية.

## أجهزة المساحة

### المعدّات
معدات المسح الرئيسة المستخدمة في جميع أنحاء العالم هي جهاز المزواة (مزواة)، وشريط القياس، وجهاز المحطة المتكاملة (جهاز المحطة المتكاملة)، والماسحات الضوئية ثلاثية الأبعاد، ونظام تحديد المواقع العالمي (نظام التموضع العالمي)، وجهاز الميزان (Level) والمسطرة. وتثبت معظم الأدوات بواسطه برغي على ترايبود (قاعدة ثلاثية) عند الاستخدام، وغالبا ما يتم استخدام الشريط لقياس المسافات الصغيرة، وتستخدم أيضا الماسحات الضوئية 3D وأشكال مختلفة من الصور الجوية.
يستخدم جهاز المزواة (مزواة) لقياس الزوايا حيث يَستخدم الجهاز دائرتين منفصلتين، أو منقلة، أو مسطرة هدفها قياس الزوايا في المستويين الأفقي والعمودي. تتم محاذاة التلسكوب المركب على المحاور عموديا مع الجسم المستهدف، ويدور الجزء العلوي بأكمله للمحاذاة الأفقية، تقيس الدائرة العمودية الزاوية التي يصنعها التلسكوب مع الاتجاه العمودي (Zenith). عند بدء المسح، يصوب المساح اتجاه الجهاز إلى اتجاه معروف ثم يقوم بتدوير التلسكوب ليقيس الجهاز الزاوية مع الأجسام أو النقاط التي تم تصويبه عليها، تعتبر هذه الطريقة طريقة غير مباشرة لقياس الزوايا، أما لقياس الزوايا بشكل مباشر يقوم المساح بتعيين الجهاز إلى الصفر على نقطة أولية (تصفير الجهاز) ثم بعد ذلك يقرأ الجهاز الزاوية المباشرة بين اتجاه النقطة الأولية والنقطة المشار إليها. ويعتبر جهاز مزواة البوصلة الكهربية (Gyrotheodolite) شكلا من أشكال جهاز المزواة (مزواة) الذي يستخدم بوصلة كهربية لتوجيه نفسه عند غياب العلامات المرجعية، ويتم استخدام هذا الجهاز في تطبيقات المساحة تحت سطح الأرض.
يعتبر جهاز المحطة المتكاملة (Total Station) نسخة مطورة مدموجة من جهاز المزواة (مزواة) مع جهاز قياس المسافة الإلكتروني (EDM)، ويمكن استخدامه في عمليات التسوية (تسوية) وقياس الارتفاعات بدلا من استخدام جهاز الميزان (Level).
لم تعد أجهزة المحطة المتكاملة (جهاز المحطة المتكاملة) الحديثة بحاجة إلى عاكس أو منشور لإعادة نبضات الضوء المستخدمة لقياس المسافات فقد أصبحت آلية بشكل كامل، ويمكنها حتى أن تقوم بنقل البيانات المقاسة والمسجلة إلى أي بريد الكتروني يُدخل إليها، كما ويمكنها الاتصال بالأقمار الخاصة بنظام تحديد المواقع (GPS).
يفضل المساحون استخدام أجهزة المحطة المتكاملة (جهاز المحطة المتكاملة) لأنها أجهزةٌ متعددة الاستخدامات وموثوق بها في جميع الظروف، كما ويستخدم المساحون المعدات المساعدة مثل القاعدة الثلاثية (الترايبود) والعصي ونظارات الرؤية الليلية ومعدات إزالة الغطاء النباتي والمطارق لوضع العلامات وغيرها.

### البرامج المحوسبة
يستخدم مساحو الأراضي وعمال البناء المحترفون والمهندسون المدنيون وغيرهم ممن يستخدمون أجهزة المحطة المتكاملة (Total Station) ونظام تحديد المواقع العالمي GPS والماسحات الضوئية ثلاثية الأبعاد 3D البرامج المحوسبة الخاصة بمسح الأراضي لزيادة الكفاءة والدقة والإنتاجية مثل الأوتوكاد، أضحت برامج مسح الأراضي المحوسبة جزءاً أساسياً ومهماً من عمليات مسح الأراضي المعاصرة ويجب على المساح أن يتقن التعامل مع مثل هذه البرامج.

## تقنيات المساحة
يستطيع المساحون تحديد موقع أي جسم على سطح الأرض عن طريق قياسات الزوايا والمسافات، كما ويتم تحديد العوامل التي يمكن أن تؤثر على دقة قياساتهم ومشاهداتهم، ومن ثم يتم استخدام هذه المعلومات لإيجاد المتجهات، والارتفاعات، والإحداثيات، والأحجام، والخطط والخرائط للموقع، وغالباً ما يتم تقسيم القياسات إلى مركبات أفقية وعمودية لتبسيط الحسابات. يُراعى عند استخدام نظام تحديد المواقع العالمي (نظام التموضع العالمي) والقياسات الفلكية قياس وتحديد عنصر الوقت أيضاً.

### قياس المسافات

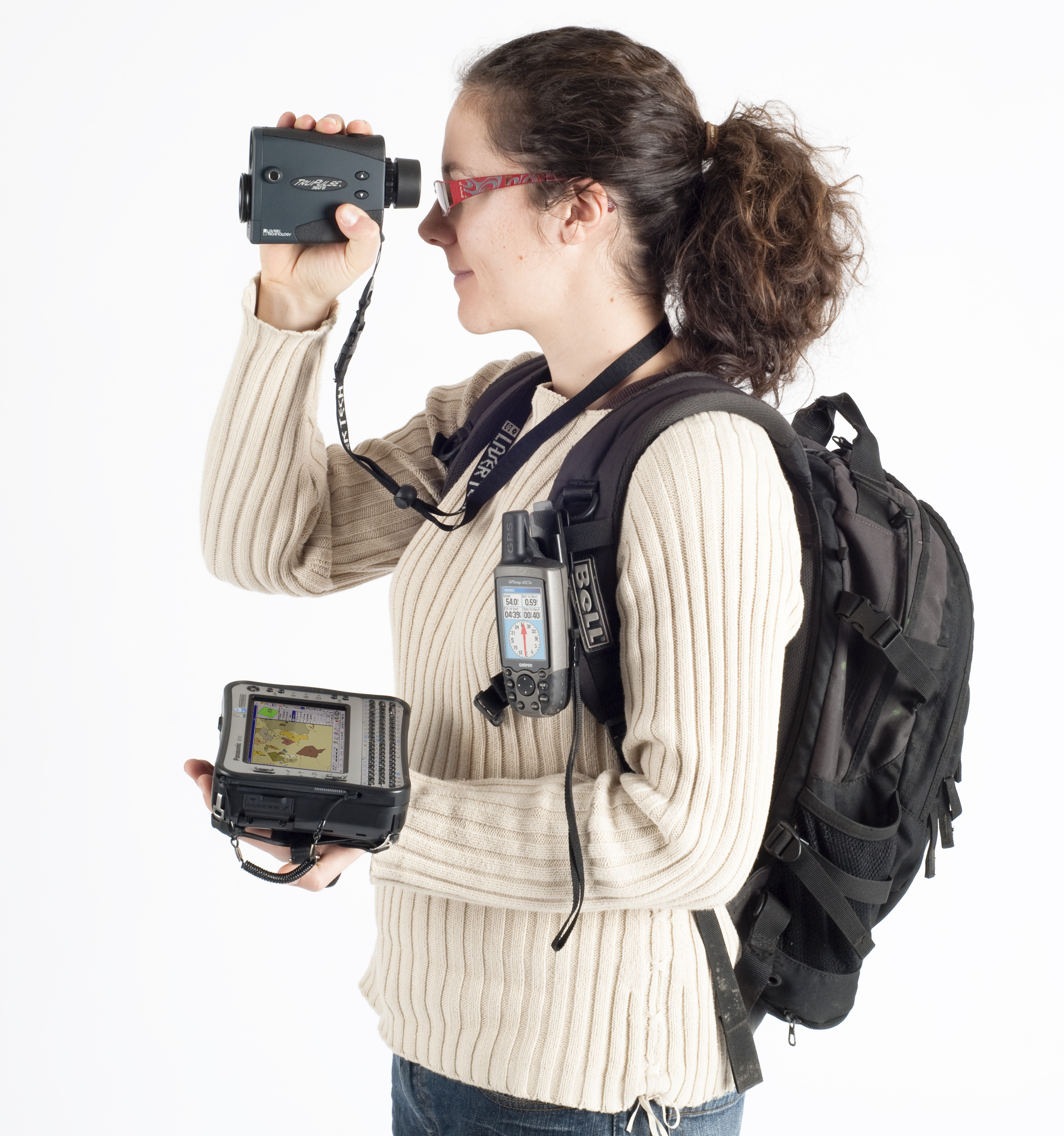
مثال على الأجهزة التكنولوجية الحديثة المستخدمة في مسح المواقع، حيث تسهل هذه الأجهزة عملية جمع المعلومات في الموقع وإنتاج الخرائط

قبل ظهور أجهزة قياس المسافات الالكترونية (EDM) كانت عملية قياس المسافات تتم باستخدام وسائل عديدة منها: القياس بواسطة سلاسل معروفة الطول مثل سلسلة غونتر أو القياس بالشريط المتري المصنوع سواءاً من الحديد أو من أي مادة أخرى قليلة التأثر بالحرارة لضمان المحافظة على نفس الطول تحت كل الظروف مع مراعاة أن تكون هذه السلاسل مشدودة بشكل جيد حتى يقل الترهل والركود، وقد يتم تعديل هذه القياسات فيما بعد بسبب التمدد الحراري الذي قد يتعرض له الشريط المتري.
لقياس المسافات الطويلة استخدام المساحون قديما ما يسمى بقياس العربة والعجل لكن هذه الطريقة لم تكن دقيقة.

#### مسح الأبعاد
مسح الأبعاد (Tacheometry) هو علم يتم فيه قياس المسافات الطويلة عن طريق قياس الزاوية بين طرفي الجسم بشرط أن يكون حجم الجسم معروفاً، استخدمت هذه الطريقة قبل اختراع أجهزة قياس المسافات الالكترونية (EDM) خصوصاً إذا كانت الأرض وعرة حيث يصبح استخدام أساليب المساحة التقليدية غير مجد.

### قياس الزوايا
كانت عملية قياس الزوايا الأفقية في الماضي تتم باستخدام البوصلة التي تشير إلى القطب المغناطيسي أو السَّمتْ (azimuth)، وبعد ذلك تم تطوير أقراص مكتوبة ساهمت في تحسين دقة قياس الزوايا، كما ساهم استخدام التلسكوبات والأقراص المدمجة الموضوعة بشكل شبكي في زيادة دقة الرؤية والمسح كما في جهاز المزواة (Theodolite)، بعد ذلك تم التمكن من قياس الزوايا العمودية باستخدام جهاز الميزان (Level) والفقاعات المُعايرة، وما أدى إلى حدوث نقلة في مطلع القرن هو استخدام الورنيات التي تقوم بالقياس إلى اقرب جزء من الدرجة.

### التسوية

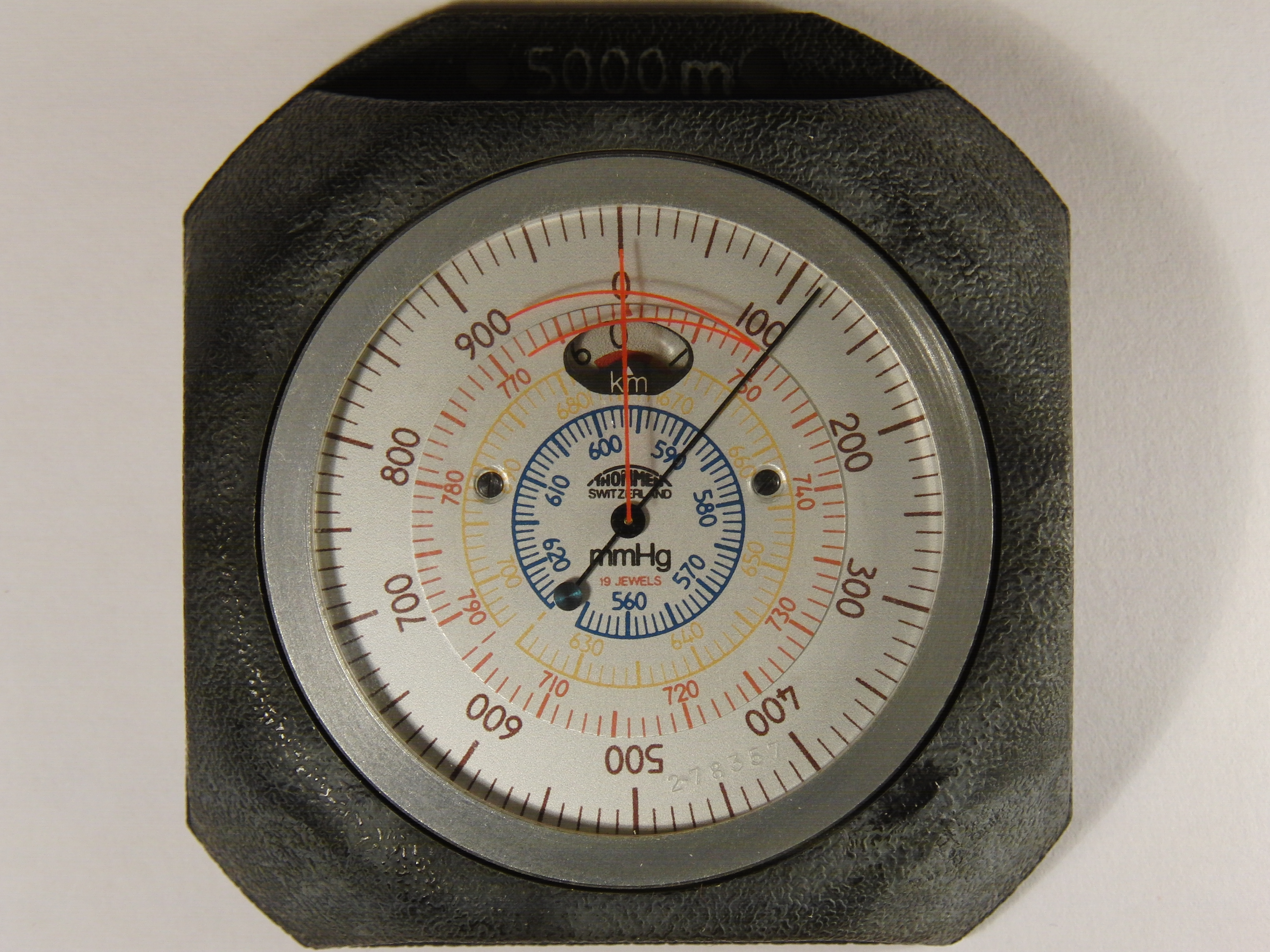
جهاز الالتيميتر (المئواج)

تعتمد عملية التسوية (Leveling) على قياسات الارتفاعات، إن أبسط طريقة لقياس الارتفاعات تتم باستخدام جهاز مقياس الارتفاع (المئواج)(الالتيميتر) الذي يستخدم قراءات الضغط الجوي لعمل القياسات، وللحصول على دقة قياس أعلى يتم استخدام جهاز الميزان (Level) حيث يتم أخذ سلسلة من القياسات بين نقطتين باستخدام مسطرة قياس، ومن ثم يتم جمع وطرح فرق الارتفاع بين نقطتين بشكل متسلسل من أجل الحصول على الارتفاع بين نقطتي البداية والنهاية. كما ويتم باستخدام جهاز نظام تحديد المواقع العالمي (GPS) لقياس الارتفاع بين نقطتين وغالبا ما يكون الGPS أقل دقة من أجهزة الميزان، ولكن الدقة تكون متساوية في المسافات طويلة المدى نسبيا.

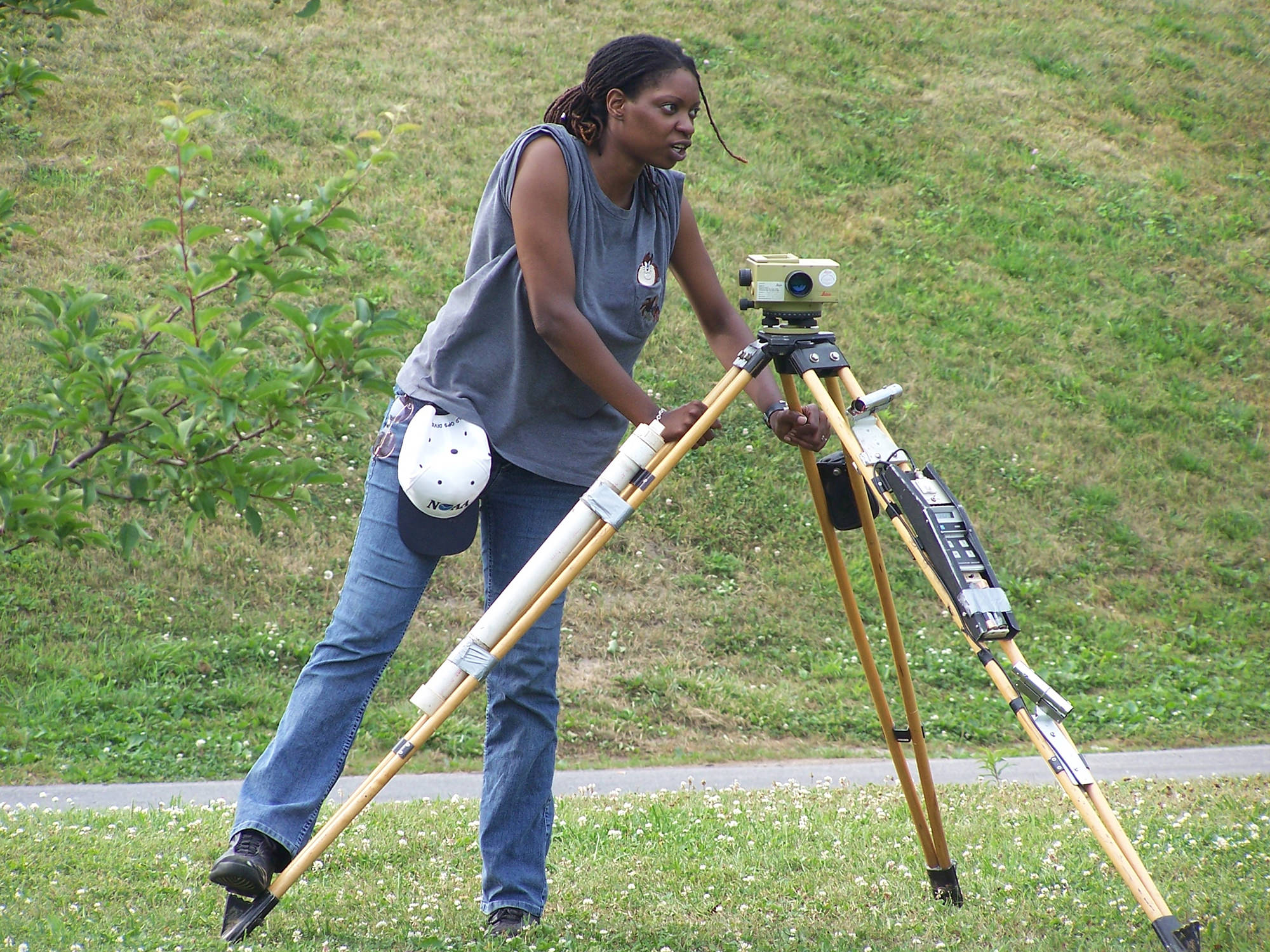
مساحة تقوم بعمليّة التسوية

عند استخدام جهاز الميزان لقياس الارتفاعات، قد تكون نقطة النهاية خارج النطاق الفعلي للجهاز، وقد تكون هناك عوائق أو فروقات كبيرة في الارتفاع بين النقاط، في هذه الحالات هناك حاجة إلى نصب الجهاز عدد إضافي من المرات بحيث يتم توسيع نطاق الجهاز في كل مرة لرصد نقاط أكبر، لنقل الجهاز يجب أولا أخذ القراءة وتسجيل الارتفاع للنقطة التي وضع عليها الشاخص، بينما يتم الحفاظ على الشاخص في نفس الموقع، ثم يتم نقل الجهاز إلى موقع جديد، وتؤخذ قراءة جديدة ويتم استخدام فرق الارتفاع بين القراءتين في عملية الحسابات. وتكرر هذه العملية إلى أن تنتهي سلسلة القياسات. ويُراعى في كل مرة يتم نقل الجهاز فيها أن يكون الجهاز مضبوطا بشكل أفقي للحصول على قياسات صحيحة.

### تحديد المواقع
إن الطريقة الرئيسية لتحديد موقع ما على سطح الأرض عندما لا يكون هناك نقاط معلومة بالقرب منه هي الرصد الفلكي باستخدام الأقمار الصناعية، كما يمكن الاستفادة من مشاهدات الشمس، والقمر والنجوم لتحديد الموقع باستخدام تقنيات الملاحة، وبسبب اختراع نظام التموضع العالمي (نظام التموضع العالمي) أصبح استخدام الرصد الفلكي وتقنيات الملاحة نادراً لأن نظام تحديد المواقع العالمي (GPS) يسمح بإيجاد موقع معظم النقاط على سطح الأرض.

### شبكة الإحداثيات
في الوقت الحاضر يوجد لكل دولة من دول العالم شبكة إحداثيات خاصة بها، لإنشاء شبكة الإحداثيات يتم إيجاد عدد قليل نسبيا من النقاط الرئيسية عبر التوقيع الأولي باستخدام المبادئ الأساسية، بعد ذلك يتم أخذ نقاط فرعية نسبة إلى تلك النقاط الرئيسية المقاسة مسبقا، ويعرف مجموع النقاط الرئيسية والفرعية بشبكة الإحداثيات (شبكة من نقاط معلومة الإحداثيات مثبتة بعلامة أرضية حتى يسهل على المساحين التعرف عليها وحتى تدوم لأطول فترة ممكنة).
يستخدم المساحون شبكة الإحداثيات لتساعدهم في تحديد مواقعهم عند البدء بأي عمل مساحي، وتعين نقاط الإحداثيات عادة على سطح الأرض من خلال أدوات تتفاوت من مسامير صغيرة إلى منارات أو أبراج كبيرة يمكن رؤيتها من مسافات بعيدة، يمكن للمساحين نصب أجهزتهم على مواقع نقاط الإحداثيات وقياس النقاط المجاورة، في بعض الأحيان يتم حساب نقاط إحداثيات قمم المعالم الطويلة والمميزة مثل قمة قبة أو برج هوائي (لاسلكي) لاستخدامها كنقطة مرجعية، حيث يمكن استخدامها كمرجع لقياس الزوايا والمسافات.

#### التثليث
كانت طريقة التثليث طريقة قياس المواقع الأفقية المفضلة لدى المساحين قبل اختراع جهاز قياس المسافات الإلكتروني (EDM) وجهاز نظام التوقيع العالمي (GPS)، يمكن من خلال هذه الطريقة قياس المسافات والارتفاعات بين النقاط المتباعدة عن بعضها. كما أنها كانت الطريقة الرئيسية لتحديد مواقع النقاط بدقة على الخرائط الطبوغرافية (اليابسة المكشوفة) للمساحات الكبيرة، يحتاج المساح أولا إلى معرفة المسافة الأفقية بين نقطتين والمعروفة باسم خط الأساس ويمكن حينها حساب ارتفاعات ومسافات وزوايا مواقع النقاط الأخرى طالما أنها مرئية من إحدى النقاط معلومة الإحداثيات. يستخدم في هذه الطريقة جهاز المزواة عالي الدقة لتقليل الأخطاء قدر الإمكان، ولزيادة الدقة يتم تكرار قياس الزوايا.

#### توقيع النقاط
توقيع النقاط (offsetting) هي طريقة بديلة للقياس وعادة ما تُستخدم عند القياس في مواقع تحتوي معيقات بحيث لا يمكن أن يكون هناك خط أفقي واصل بين نقطتين على سطحها مثل ضفاف الأنهار، يقوم المساح بتعليم وقياس نقطتين معلومتين على الأرض بحيث تكونان بشكل موازٍ للنقطتين الموجودتين على الخط المراد قياسه والذي تعذر قياسه بسبب وجود العوائق.

#### التخطيط بالتقاطع
التخطيط بالتقاطع (Traversing) هي إحدى الوسائل المستخدمة في مسح المناطق الصغيرة حيث يبدأ المساح من نقطة مرجعية قديمة أو موقع معروف، ويقوم بإنشاء شبكة من النقاط المرجعية التي تغطي منطقة المسح ثم يقيس المسافات بين هذه النقاط المرجعية والمعالم المطلوبة.

#### نظام الإحداثيات
تقوم العمليات المساحية بحساب الموقع النسبي للنقاط على سطح الأرض (أي استنادا إلى مرجع (Datum))، استخدمت خطوط الطول ودوائر العرض قديما لوصف الموقع والارتفاع فوق مستوى سطح البحر، ومع تطور علم المساحة أُنشئت أنظمة إحداثيات ديكارتية لتبسيط العمليات الرياضية للعمليات المساحية التي تتم على أجزاء صغيرة من الأرض. إن أبسط نظم الإحداثيات تفترض أن الأرض منبسطة ومسطحة وتقاس من نقطة مفروضة تسمى نقطة المرجع (Datum)، يُراعى بالنسبة للمناطق ذات المساحات الكبيرة أن يتم عرض شكل الأرض باستخدام جسيم إهليلجي أو جيودي وأن يُؤخذ انحناء الأرض بعين الاعتبار.

## الأخطاء في عمليات المسح
يجمع المساحون في أنحاء العالم على أنه ليس هناك أي قياس أو عمل مساحي كاملٌ خالِ من الخطأ، وبناء على ذلك هناك ثلاث مستويات للأخطاء في العمليات المساحية:
1. أخطاء فادحة أو تخبطات عشوائية (Gross errors or blunders): وهي عبارة عن أخطاء تُرتكب من قبل المساح أثناء عملية المسح قد تكون نتيجة للإجهاد الذي يعاني منه المساح أو التسرع ومن الأمثلة عليها إفساد الأداة، أو الإخفاق (الفشل) في تحديد موقع ما، أو تدوين قياسات خاطئة كتدوين 85 بدلا من 58. إن خطأً كبيراً فادحاً يخفض دقة العمل المساحي لمستوىً غير مقبول لذلك يستخدم المساحون قياسات وافرة وفحوصات مستقلة لكشف هذه الأخطاء في المسح بشكل مبكر.
2. الأخطاء النظامية أو المنتظمة (Systematic errors): هي تلك الأخطاء التي تتبع نمطاً ثابتاً ومن الأمثلة عليها آثار درجة الحرارة على سلسلة قياسات حيث أن الخطأ في هذه الحالة يتبع نمطاً معينا على جميع القياسات وليس قياس أو عدة قياسات فقط، وفي هذه الحالة يمكن للأخطاء أن تصحح.
3. الأخطاء العشوائية (Random errors): هي عبارة عن ذبذبات في القياسات لا يمكن تجنبها. السبب فيها هو عدم كفاءة المعدات، أو عدم وضوح خط النظر، أو صعوبة في الظروف المحيطة لعملية المسح. يمكن أن يتم تقليل هذه الأخطاء عن طريق زيادة القياسات بوفرة وتجنب الظروف غير الملائمة.

يتجنب المساحون هذه الأخطاء عن طريق معايرة وضبط معداتهم بأقصى درجات الضبط وكذلك عن طريق الفحص الدوري لهذه المعدات للتأكد من أنها لا تعطي قياسات خاطئة وتعمل بأفضل حال أو عن طريق تصميم دقيق لشبكة عملهم ونقاطهم المرجعية. يمكن أيضا أخذ المعدل العام للقياسات المكررة وأي قياسات ناشزة تستثنى، وتستخدم أيضا الفحوصات المستقلة كقياس نقطة من موقعين أو أكثر أو استخدام طريقتين مختلفين في القياس ويمكن كشف الأخطاء من خلال مقارنة النتائج.

## أنواع المساحة
تنقسم المنظمات المحلية أو الوحدات التنظيمية المتخصصة في كافة أعمال المساحة إلى مجموعات:
- المساحة القائمة (As-built survey): تتخصص بمسح مواقع العناصر الانشائية القائمة، وأسست من أجل تسجيل وإكمال حسابات العناصر الإنشائية ولغرض تحضير ميزانية العناصر الإنشائية، عادة ما تمثل على الخرائط المنفذة باللون الأحمر من أجل مقارنتها مع معلومات التصميم.
- المساحة التفصيلية أو مساحة الحدود (Cadastral or boundary surveying): أسست من أجل تحديد حدود الأملاك بناءً على تسجيلها وترخيصها القانوني، وتتضمن إسقاط الخطوط حول الملكية وتمييزها بمعلم واضح.
- المساحة المركزية (مساحة شبكة الإحداثيات)(Control surveying): تهدف عملية المساحة هذه إلى إيجاد نقاط مرجعية معلومة الموقع والإحداثيات بحيث يستطيع المساحون الوصول إليها واستخدامها للقيام بعمليات مساحية.
- المساحة الإنشائية (Construction surveying).
- المساحة التعديلية (Deformation survey): تستخدم في حال حدوث تغيير في شكل أو موقع الأملاك سواء كانت قطع أراض أو مبان. يتم تحديد مواقع النقاط الأولى لهذه الأملاك، وبعد مرور فترة من الزمن يتم إعادة حساب وتحديد المواقع الجديدة ويتم عمل مقارنة بين الموقعين.
- مسح التحكم بالأبعاد (Dimensional control survey): هذا النوع من المسح يتم إجراؤه على السطوح غير المستوية، تكمن الفائدة في هذا النوع من المسح أن الأداة المستخدمة للمسح لا تحتاج إلى أن تكون مستوية، وهذا مفيد في الصناعة البحرية حيث لا تكون كل المنصات ثابتة وبالتالي تخضع للحركة بشكل مستمر.
- مساحة ما تحت سطح الأرض (Mining Surveying): يتم إجراء هذا النوع من المسح تحت سطح الأرض.
- المساحة الهندسية (Engineering surveying): هذا النوع من المساحة مرتبط بالتصميم الهندسي وهو بحاجة الي حسابات جيوديسية تأخذ بعين الاعتبار انحناء الأرض.
- مسح الأساسات (Foundation survey): يتم المسح في هذا النوع لجمع بيانات مواقع الأساسات الي تم بناؤها، ويتم ذلك للتأكد من أن الأساس تم تشييده في موقع وارتفاع مطابق لمخطط الموقع.
- المسح الهيدروغرافي (المسح المائي) (Hydrographic survey): يتم إجراء هذا النوع من المسح قبالة الشواطئ أو في قاع البحار والمحيطات، ويستخدم لأغراض الملاحة والهندسة وإدارة الموارد.
- التسوية (Leveling): يستخدم هذا النوع من المسح لايجاد ارتفاع نقطة معطاة أو تعيين نقطة ارتفاعها معلوم.
- مسح التحكم باستخدام التصوير الفوتوغرافي (Photographic control survey).
- المسح الطبوغرافي (Topographic survey): مسح يقيس ارتفاع النقاط على قطعة أرض معينة، ويقدمها كخطوط كونتور على المخطط.

### المسح الجيوديسي (المنحن) والمسح المستوِ
تصنف عملية المسح اعتمادا على الشكل الحقيقي لسطح لأرض إلى:
- المسح المستو (Plane surveying): يُفترض في عملية المسح المستو أن الأرض مسطحة الشكل حيث يُهمل الانحناء والشكل الكروي للأرض، يستخدم هذا النوع من المسح في أعمال المسح للمساحات الصغيرة التي يكون نسبة الخطأ فيها بالنسبة لشكل الأرض المنحن صغيرا جدا وليس له أي أهمية.[18]
- المسح الجيوديسي (Geodetic surveying): يتم أخذ انحناء الأرض بعين الاعتبار أثناء عملية المسح وحساب الزوايا، والاتجاهات والمسافات، ويستخدم هذا النوع من المسح في عمليات مسح المساحات الكبيرة.[19]

يتم التعامل مع أعمال المسح التي تغطي مساحة تصل إلى أقل من 100 ميل مربع (260 كيلو متر مربع) على أنها مستوية (مسح مستو) أما المساحات التي تزيد عن 100 ميل مربع يتم التعامل معها على أنها جيوديسية (مسح جيوديسي).

### المساحة التصويريّة
تعرف المساحة التصويرية بأنها علم وفن تكنولوجيا الحصول على معلومات كميّة ونوعية عن المعالم الطبيعية والصناعية لمنطقةً ما بواسطة صور فوتوغرافية أو غير فوتوغرافية لهذه المنطقة.
وتختلف المساحة التصويرية عن المساحة الأرضية في أن المساحة الأرضية تتعامل مع الطبيعة بشكل مباشر، أمّا المساحة التصويرية فيتم الحصول على المعلومات والقياس من الصور بدون احتكاك مباشر مع الطبيعة في أغلب مراحل العمل.
ويمكن تصنيف المساحة التصويرية حسب المسافة الفاصلة بين آلة التصوير والشيء المصوّر، فتكون أنواعاً ثلاثة هي:
- المساحة التصويرية الأرضية.
- المساحة التصويرية الجوية.
- المساحة التصويرية الفضائية.

## مهنة المساحة
تغيرت المبادئ الأساسية في المسح قليلاً عبر مر الزمن أما الأدوات المساحية فقد تغيرت وتطورت بشكل كبير، كما أن فروع الهندسة وبشكل خاص الهندسة المدنية تحتاج بشكل كبير إلى علم المساحة.
على مر الزمن ساعد المسَّاحون في تحديد مواقع الطرق، والسكك الحديدية، والخزانات، والسدود، وخطوط الأنابيب، والجدران الاستنادية، والجسور والمنشآت، وساهموا كذلك في التقسيمات السياسية.

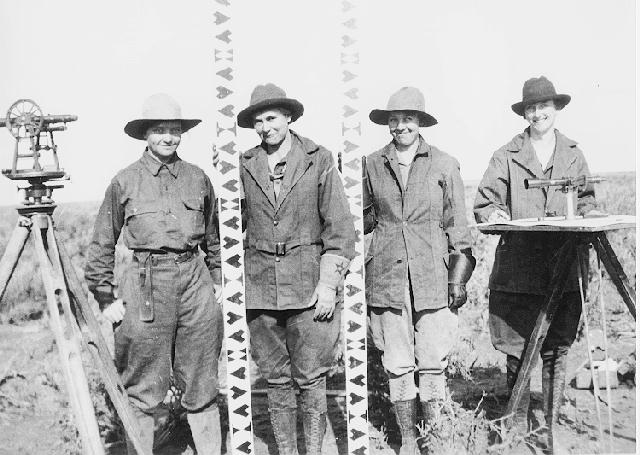
فريق من المساحات في ولاية أيداهو، الولايات المتحدة الأمريكية عام 1918م

يجب أن يكون المسَّاح على علم ومعرفة بعلوم الجبر، وحساب التفاضل و التكامل، وعلم الهندسة، وحساب المثلثات، كما يجب أن يكون على علم بالقوانين والاتفاقيات التي تخص المساحة، تعترف معظم السلطات القضائية بوجود ثلاثة مستويات متعددة الكفاءة (مؤهلات) للمساحين:
- مساعد المساح: يعتبر مساعد المساح عاملاً عادياً من دون خبرة ويقوم بتأدية وظائف لا تحتاج إلى خبرة كبيرة كوضع عاكسات للهدف ويقوم بإيجاد علامات العاكس القديم وتحديد العلامات على سطح الأرض.
- المساح الفني: أما المساح الفني فهو المساح الذي يمتلك خبرة كافية للعمل بأدوات المسح  وإجراء عمليات المسح في الميدان بالإضافة إلي إجراء حسابات متعلقة بالمسح. لكن المساح الفني لا يمتلك أي سلطة تخوله لتصديق (إعطاء شهادة رسمية) على عمله.
- المساح المرخص والمسجّل: أما المساحون المرخصون أو المسجلون والمساحون القانونيون فهم الذين يمتلكون مؤهلات وشهادات ذو كفاءة عالية، ويطلب منهم في اغلب الأحيان أن يجتازوا العديد من الاختبارات من أجل الانضمام إلي الجمعية المهنية للحصول على تشريع في التصديق. ويجب أن يتأكد المساح المرخص من أن عمليات المسح التي أجريت تحت إشرافه تتطابق المعايير القانونية في بلده.

### عمليات المسح غير القانونية
وهي عبارة عن عمليات المسح التي يتم القيام بها دون الرجوع إلي المساحيين المحترفين والمرخصين والمؤهلين فقد يقوم عمال البناء مثلا بعمل المسح بأنفسهم اعتمادا على المخططات المتوفرة غير مراعين أن المساح يحدد أهم الزوايا في المبنى ومعتمدين على مبادئ المسح البسيطة.

### تراخيص العمل المساحي
تختلف متطلبات الترخيص حسب السلطة القضائية في كل دولة حيث أنه يوجد لكل دولة قانون أراض خاص بها، ويتعين على المساحين المحتمل حصولهم على ترخيص في العمل المساحي اجتياز اختبارات مفصلة تتعلق بمعرفتهم بقانون المساحة والمبادئ الخاصة بالمنطقة التي يرغبون بممارسة المهنة فيها، ويخضعون أيضا لفترة تدريب قبل منح ترخيص للممارسة. يحصل عادة المساحون المرخصون على اختصارات توضع بعد الاسم مثل (MLS,PSM, CFedS,…etc)، والتي تختلف باختلاف المكان، عادة ما يُطلب من مساح الأراضي المرخص توقيع وختم جميع المخططات ويتم ذلك حسب الصيغة المعتمدة في الدولة والتي تبيّن الاسم ورقم التسجيل للمساح المرخّص. كما تلزم السلطات القضائية في العديد من الدول المساحین وضع رقم تسجیلھم علی نقاط المسح (Benchmarks).

### مؤسسات المساحة

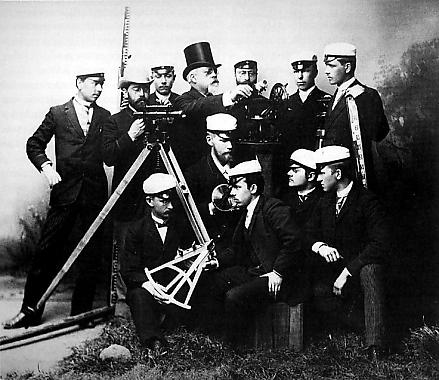
مجموعة من طلبة المساحة مع بروفسورهم في جامعة هلسنكي للعلوم والتكنولوجيا في أواخر القرن التاسع عشر، فنلندا

تنظم معظم الحكومات العملياتِ المساحيّة عن طريق وكالات أو منظمات تضع قوانين ومعايير خاصة بالمساحة لمراقبة الدقة، وتفقد الوثائق، وتثبيت الحدود وصيانة شبكات الإحداثيات المركزية (Control Networks).
ومن الأمثلة الأخرى على المؤسسات التي تجمع المساحين الاتحاد الدولي للمساحين (اختصارها FIG، باللغة الفرنسية: Fédération Internationale des Géomètres)، وهي أكبر مؤسسة تمثل المساحين في جميع أنحاء العالم وتنتشر في 120 دولة ومركزها في مدينة كوبنهاغن عاصمة الدنمارك.

## وصلات خارجية
- قاموس ومعجم المساحة